# Всемирная туалетная организация
Всемирная туалетная организация (англ. World Toilet Organization (WTO)) — организация, учрежденная в 2001 году в Сингапуре в ходе международной конференции, посвящённой проблемам туалетов — санитарии.

## История
В Сингапур приехали более двухсот делегатов из Азии, Европы и Северной Америки, представлявших семнадцать национальных туалетных ассоциаций. Сингапур для проведения встречи был выбран не случайно, так как город известен безукоризненной чистотой отхожих мест. А дата проведения конференции и учреждения ВТО — 19 ноября стала отмечаться как Всемирный день туалета. Решение о создании ВТО было принято на международной конференции, посвящённой проблемам туалетов, проходившей в Японии в 1998 году.
Сегодня Всемирная туалетная организация состоит из 19 туалетных ассоциаций. Российское туалетное объединение является членом ВТО с 2001 г.
На первой встрече Всемирной туалетной организации в 2001 г. были объявлены цели и задачи деятельности ВТО:
1. создание международного органа для продвижения и координации решения вопросов санитарии;
2. постоянное стимулирование потребителя, проявлять заинтересованность в удобных, приятных ему туалетах;
3. аккумулирование ресурсов и продвижение развитие исследований, культуры потребителей, эстетики и функциональности дизайна для улучшения здоровья в целом;
4. поддерживание стремлений принятия новых стандартов туалета как в развитых, так и в развивающихся странах;
5. продвижение сообщества туалетных ассоциаций, соответствующих организаций и заинтересованных частных лиц с целью обеспечения обмена идеями, вопросами здоровья и культуры;
6. подборка, своевременная публикация и распространение обновляющейся информации по всему миру.

Ежегодно ВТО проводит саммиты и выставки (англ. World Toilet Summit and Expo).

## Саммиты и симпозиумы ВТО
- Всемирный туалетный саммит 2001 (Сингапур)
- Всемирный туалетный саммит 2002 (Сеул, Республика Корея)
- Международный симпозиум по вопросам туалетной инфраструктуры и круговороту воды в природе
- Всемирный туалетный саммит 2003 (Тайбэй, Тайвань)
- Всемирный туалетный саммит 2004 (Пекин, КНР)
- Всемирный туалетный саммит 2005 (Белфаст, Северная Ирландия)
- Всемирный туалетный саммит 2006 (Москва, Россия)
- Всемирный туалетный саммит 2007 (Нью-Дели, Индия)
- Всемирный туалетный саммит 2008 (Макао, КНР)
- Всемирный туалетный саммит 2009 (Сингапур)
- Всемирный туалетный саммит 2010 (Филадельфия, США)
- Всемирный туалетный саммит 2011 (Хайнань, КНР)